# Islam au Timor oriental

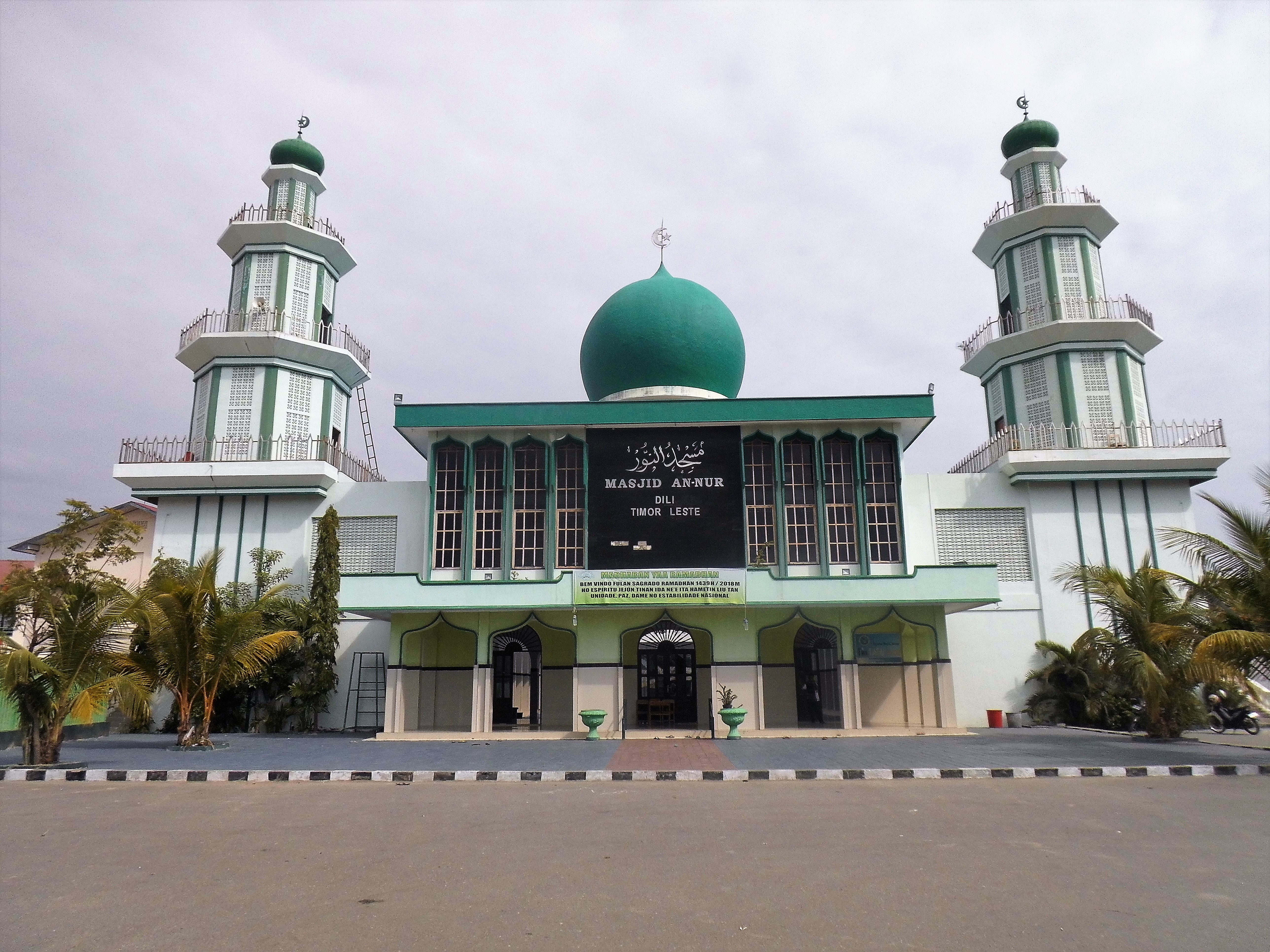
Mosquée

Les musulmans constituent une petite minorité de 2 % de la population au Timor oriental. Un musulman, Mari Alkatiri, a été premier ministre du Timor oriental de 2002 à 2006.